# Teufelsrutsch

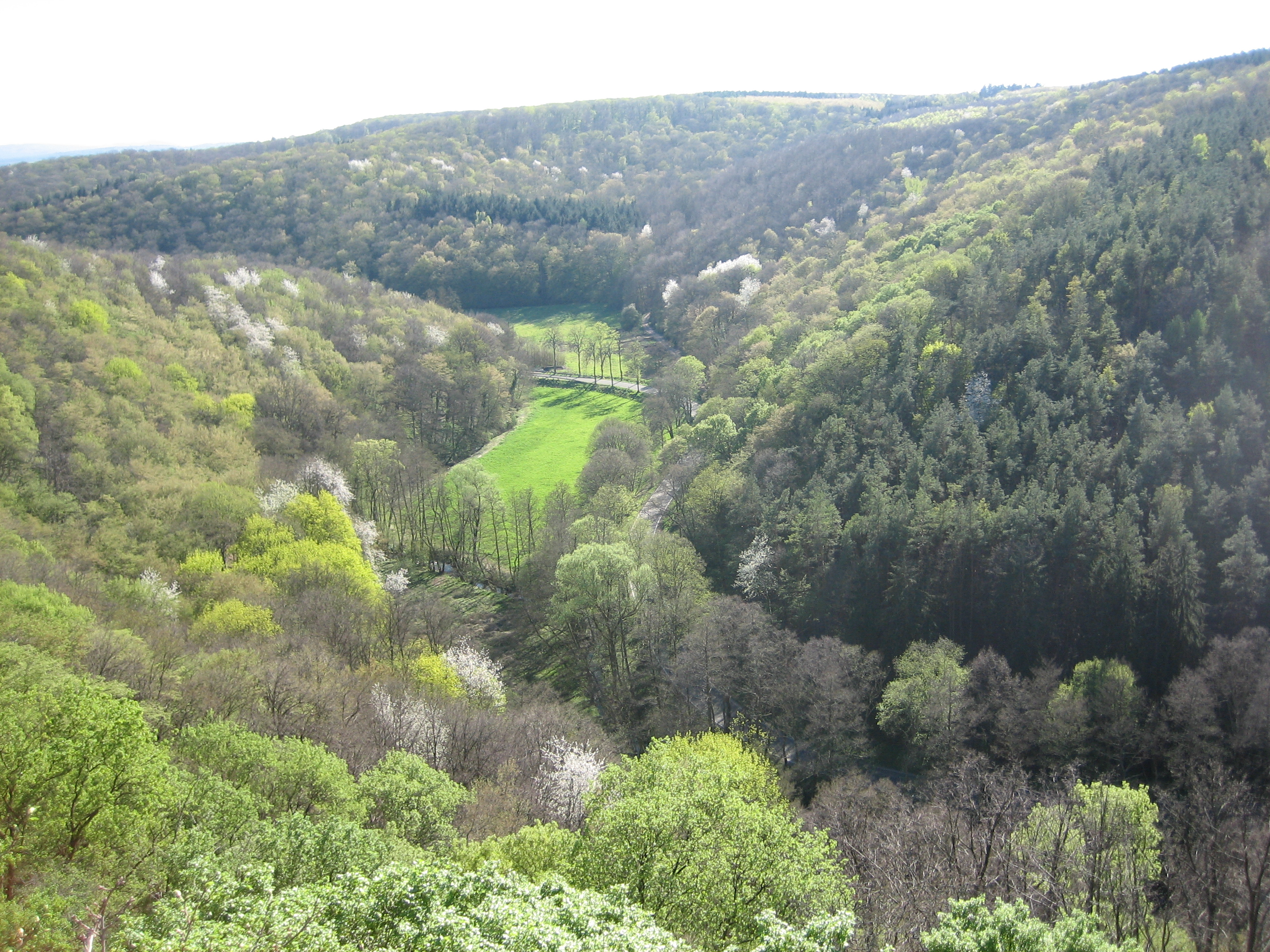
Ausblick vom Teufelsrutschfelsen ins Wiesbachtal (nach Westen)

 Die Teufelsrutsch ist eine bewaldete Kuppe aus Porphyrfels bei Wendelsheim in Rheinhessen, die in prähistorischer Zeit vom Wiesbach geformt wurde. Das  etwa 260 m ü. NN gelegene Plateau endet in westlicher Richtung mit einem 50 m tiefen Abhang. Der Name der Erhebung geht auf eine Legende zurück, wonach der Teufel durch eine List der Anwohner dazu gebracht wurde, diesen steilen, von Dornen bewachsenen Hang auf dem blanken Hintern hinunterzurutschen. Danach wurde er dort nie wieder gesehen.
In der Nähe der Teufelsrutsch wurden Überreste einer keltischen Fliehburg entdeckt.
Etwa 20 Meter unterhalb des Gipfels befindet sich die so genannte „Schinderhannes Höhle“ – ein begehbarer, über 60 Meter langer Stollen, dessen anfängliche Bauart auf das 14. Jahrhundert verweist. Dort wurde Quecksilber gewonnen, das in Form von Zinnober vorkommt. Benannt wurde der Stollen nach dem berüchtigten Räuberhauptmann Schinderhannes, dem der Stollen als Unterschlupf gedient haben soll. Das ist allerdings umstritten.
Seit dem 19. Jahrhundert ist der Teufelsrutschfelsen wegen der reizvollen Natur und des malerischen Ausblicks ein beliebtes Ausflugsziel. 1885 wurde auf dem Gipfel das so genannte „Schweizer Haus“ errichtet, um die Touristen zu versorgen.
Die Teufelsrutsch ist eine international bekannte Fundstätte für Amethyst und andere Minerale.

## Teufelsrutsch-Bergrennen
Von 1966 bis 2000 wurde auf der Landesstraße 407 zwischen Nack und Wendelsheim das Teufelsrutsch-Bergrennen ausgetragen. Ausrichter der Veranstaltung war der MSC Alzey. Die Strecke galt als eine der kürzesten und schnellsten Strecken im Bergrennsport. Nach 2001 hat die Strecke keine Zulassung mehr für Bergrennen bekommen.
Die Strecke verfügte über eine Länge von 1.500 m, Höhenmeter von 60 m und endete auf einer Höhe von 245 m ü. NHN. Der Nacker Sportplatz (Hartplatz) diente als Fahrerlager, das Sportheim als Rennbüro. Der Kartenverkauf sowie die Bewirtung oblag größtenteils dem Nacker Turn- und Sportverein TuS Nack 1957. Für die Veranstaltung engagierten sich über 100 Helfer des TuS sowie weitere freiwillige Helfer.
Unter den Teilnehmern fanden sich auch namhafte Motorsportler wie Karl Jordan, Dieter Kern oder auch Jörg Obermoser. Im Zuge der Rheinland-Pfalz-Rallye, in dem das Rennen Teil einer Wertungsprüfung war, fanden sich namhafte Starter wie der zweifachen Rallye-Weltmeister Walter Röhrl mit seinem Beifahrer Christian Geistdörfer, Klaus Fritzinger, Luitpold Prinz von Bayern oder auch Achim Warmbold wieder.